# Chris
Chris (eller Kris) är en kortform för mansnamnen Christoffer, Christer eller Christian och för kvinnonamnet Christina.
Den 31 december 2014 fanns det totalt 532 kvinnor och 1 000 män folkbokförda i Sverige med namnet Chris, varav 314 kvinnor och 573 män bar det som tilltalsnamn.
Namnsdag: saknas

## Personer med namnet Chris
Kvinnor
- Chris Evert, amerikansk tennisspelare
- Chris Heister, svensk politiker (moderat), landshövding
- Chris O'Neil, australisk tennisspelare
- Chris Platin (1924-2008), svensk pr-kvinna

Män
- Chris Barber, brittisk jazzmusiker, trombonist och bandledare
- Chris Brown, amerikansk artist
- Christopher "Chris" O'Neill, prinsessan Madeleines make
- Chris Pronger, kanadensisk ishockeyspelare
- Chris Rehn, svensk musiker
- Chris Robinson, amerikansk sångare
- Chris Vermeulen, australisk roadracingförare
- Chris Weidman, amerikansk MMA-utövare